# 阿富
阿富（法語：Affoux，法語發音：[afu]）是法国罗讷省的一个市镇，属于索恩河畔自由城区。

## 地理
阿富（45°50'42"N, 4°24'12"E）面积10.65 平方千米，位于法国奥弗涅-罗讷-阿尔卑斯大区罗讷省，该省份为法国中东部省份，北起顺时针与索恩-卢瓦尔省、安省、里昂大都会、伊泽尔省和卢瓦尔省接壤。
与阿富接壤的市镇（或旧市镇、城区）包括：圣马塞尔莱克莱雷、圣福尔热、维勒舍内沃、维奥莱、蒙特罗捷。

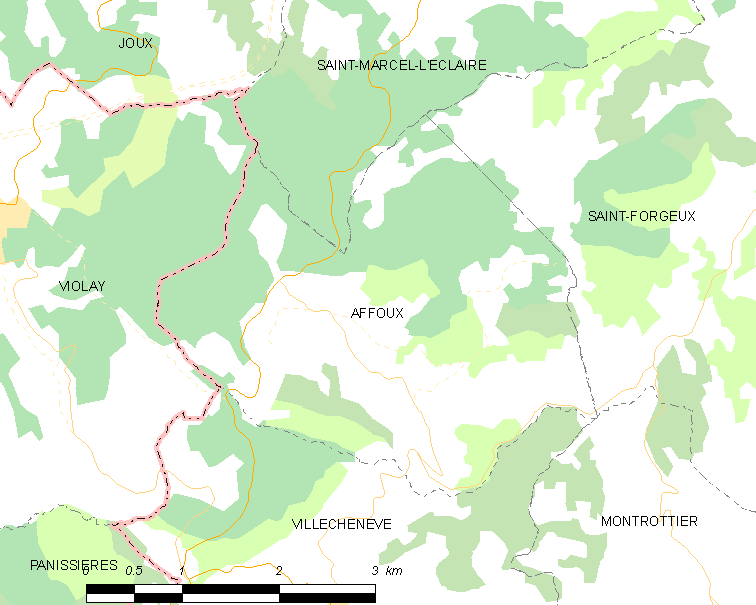
阿富的OSM定位图

阿富的时区为UTC+01:00、UTC+02:00（夏令时）。

## 行政
阿富的邮政编码为69170，INSEE市镇编码为69001。

## 政治
阿富所属的省级选区为塔拉尔县。

## 人口

1962-2008年间阿富人口变化图示

阿富于2022年1月1日时的人口数量为397人。